# Слобода (Липецкая область)
Слобода́ — село Измалковского района Липецкой области. Центр Слободского сельского поселения.

## География
Село расположено в 3 км к северо-западу от районного центра села Измалково. Слобода находится на железнодорожной линии Елец — Орёл (ост. пункт 147 км).
Стоит на правом притоке реки Кривец; через неё в селе проложены три дороги. 
В селе находятся четыре пруда — Поповский, Отрядский, Моторкин, Большой — последние два высохли в 2002 и 2014 годах соответственно.

## Население
| 2010 |
| ---- |
| 509  |